# Gać (dopływ Narwi)
Gać – rzeka, lewostronny dopływ Narwi o długości 22,78 km.
Płynie w województwie podlaskim. Na 9,2 kilometrze uchodzi do niej Jabłonka.